# Wyeomyia trujilloi
Wyeomyia trujilloi är en tvåvingeart som beskrevs av Pulido F. och Sutil O. 1981. Wyeomyia trujilloi ingår i släktet Wyeomyia och familjen stickmyggor.
Artens utbredningsområde är Venezuela. Inga underarter finns listade i Catalogue of Life.